# Нижні Шорні
Нижні Шо́рні (рос. Нижние Шорни) — присілок в Ігринському районі Удмуртії, Росія.

## Населення
Населення — 4 особи (2010; 4 в 2002).
Національний склад станом на 2002 рік:
- удмурти — 100 %

## Урбаноніми[3]
- вулиці — Шорнинська